# Leislau
Leislau ist ein Ortsteil der Gemeinde Molauer Land im Burgenlandkreis in Sachsen-Anhalt.

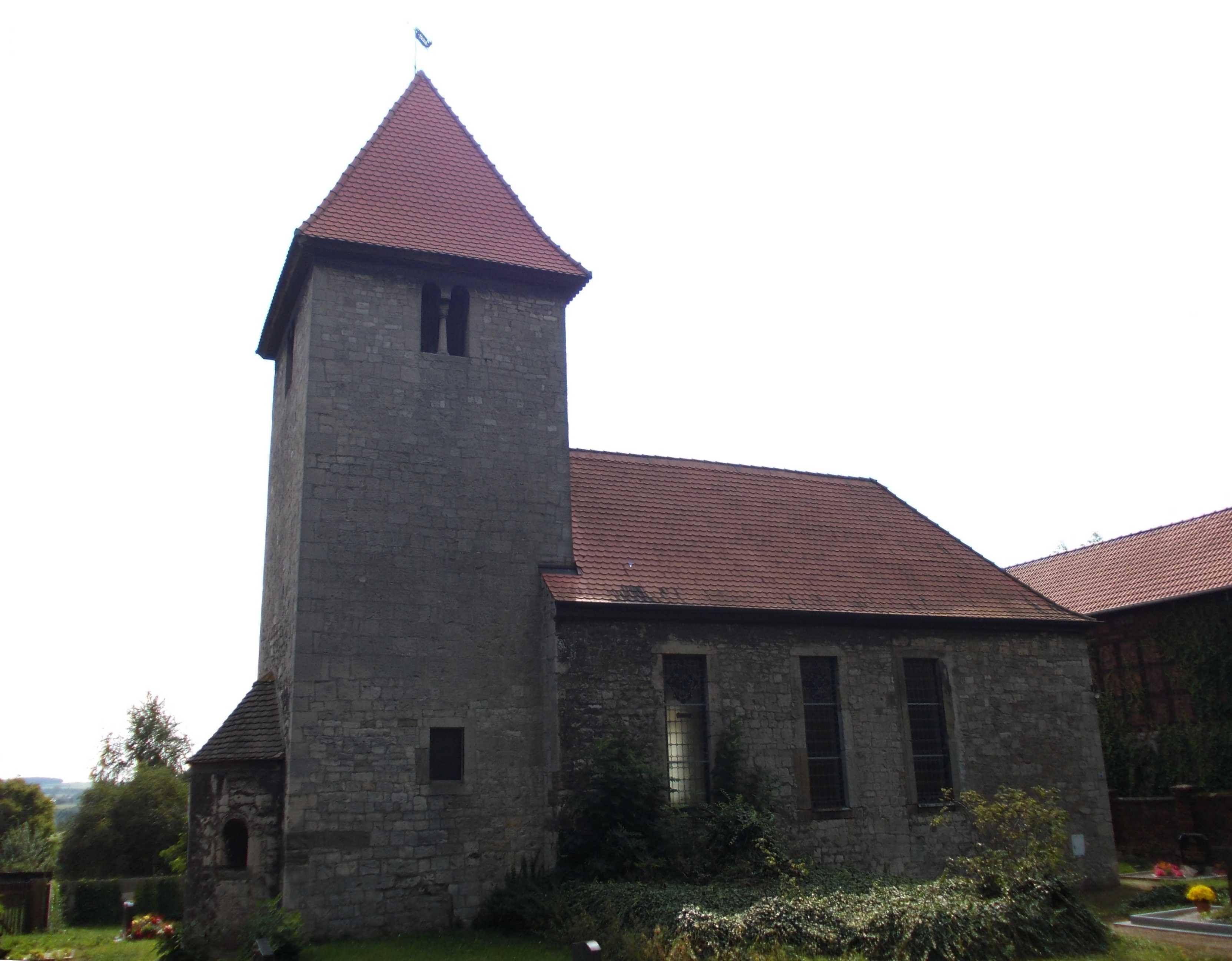
Kirche Leislau

## Geografie
Leislau liegt zwischen Jena und Naumburg (Saale).
Zur ehemaligen Gemeinde Leislau gehörten die Ortsteile Crauschwitz (am 1. Juli 1961 nach Leislau eingemeindet) und Kleingestewitz (am 1. Januar 1956 nach Crauschwitz eingemeindet).

## Geschichte
Leislau wurde 1190 erstmals in einer Urkunde des Klosters Pforta. Das erste Rittergut entstand 1384. Um 1674 wird in Leislau ein Gasthaus und ein Schankhäuslein erwähnt, in dem auch Bier gebraut wurden. Seit dem 15. Jahrhundert wurde im Ort Waid angebaut.
Leislau gehörte zum wettinischen Amt Camburg, welches aufgrund mehrerer Teilungen im Lauf seines Bestehens unter der Hoheit verschiedener Ernestinischer Herzogtümer stand. 1826 kam der Ort als Teil der Exklave Camburg vom Herzogtum Sachsen-Gotha-Altenburg zum Herzogtum Sachsen-Meiningen. Von 1922 bis 1939 gehörte der Ort zur Kreisabteilung Camburg. Bis 1952 gehörte Leislau zu Thüringen. Durch die Gebietsreform von 1952 in der DDR kam der Ort vom aufgelösten Landkreis Jena an den  Kreis Naumburg im Bezirk Halle, wodurch seine Zugehörigkeit zu Thüringen aufhörte.
Am 1. Juli 1961 wurde Crauschwitz mit Kleingestewitz nach Leislau eingemeindet. Am 1. Januar 2010 schlossen sich die bis dahin selbstständigen Gemeinden Leislau, Casekirchen, Abtlöbnitz und Molau zur neuen Gemeinde Molauer Land zusammen.

## Wirtschaft und Infrastruktur

### Verkehr
Direkt durch das Gemeindegebiet verläuft die Bundesstraße 88, die von Jena und Naumburg (Saale) führt. Der Ortsteil Crauschwitz war durch die ehemalige Bahnstrecke Zeitz–Camburg an die umgebenden Orte angeschlossen.